# Меа шеарим
Меа шеарим ( хебр. מאה שערים   , дословно: "сто капија"; контекстуално: „стоструко“) је једно од најстаријих јеврејских четврти у Јерусалиму ван Старог града . Насељен је Хареди Јеврејима, а изградили су га припадници Старог Јишува .

## Име
Име Меа шеарим је изведено из стиха из Постанка, који је био део Параше који се читао у недељи када је насеље основано: „ Исак је посејао у тој земљи, и те године је пожњео стоструко (מאה שערים меа шеарим ); Бог га је благословио“ ( Genesis 26:12 ). Према традицији, заједница је првобитно имала 100 капија, што је друго значење имена Меа шеарим .
Меир Ојербах, главни ашкенаски рабин Јерусалима, био је један од оснивача насеља. Конрад Шик, немачки архитекта, направио је први нацрт за Меа шеарим 1846 године. Меа шеарим, једно од најранијих јеврејских насеља изван зидина Старог града, основано је 1874. године од стране грађевинског друштва од 100 акционара. Удруживши своје ресурсе, чланови друштва су купили земљиште изван града опасаног зидинама, који је био претрпан и погођен лошим санитарним условима, и изградили ново насеље са циљем да побољшају свој животни стандард.
Јосеф Ривлин, један од поглавара јеврејске заједнице у Јерусалиму, и један хришћанински Арапин из Витлејема били су извођачи радова. Радове су изводили и јеврејски и нејеврејски радници.
Меа шеарим је била структурирана као дворишна четврт . Био је ограђен зидом, са капијама које су биле закључане сваке вечери. До октобра 1880. године, 100 станова је било спремно за усељење, а одржана је и лутрија да би се они доделили породицама. До краја века било је 300 кућа, млин за брашно и пекара. Конрад Шик је планирао отворене зелене површине у сваком дворишту, али уместо њих су изграђене штале. Меа Шеарим је била прва четврт у Јерусалиму која је имала уличну расвету.

## Хареди начин живота
Меа шеарим данас остаје изоловано насеље у срцу Јерусалима . Са својим харедским и претежно хасидским становништвом, улице су задржале карактеристике источноевропског насеља  као што је изгледало у предратној Европи. Живот се састоји у стриктном придржавању јеврејског закона, молитве и проучавања јеврејских верских текстова. Традиције у одевању укључују црне капуте и црне капе за мушкарце (иако постоје и неки други стилови одевања, у зависности од верске подгрупе којој припадају), и скромну одећу дугих рукава за жене. У неким хасидским групама, жене носе дебеле црне чарапе током целе године, чак и лети. Удате жене покривају косу на различите начине, од перика до марама. Мушкарци имају браде, а многи имају дуге бочне увојке, зване пејот . Многи становници говоре јидиш у свом свакодневном животу, а хебрејски користе само за молитву и верско учење, јер верују да је хебрејски свети језик, само да би се користио у верске сврхе.
Хасидске групе са великим бројем следбеника у Меа шеариму укључују: Бреслов, Слоним, Толдос Ахарон, Толдос Аврахам Јичак, Мишкенос ХоРоим и Сатмар . Овде своје средиште има и династија Пинск-Карлин. Еда Хахарејдис, која надгледа сертификацију кашрута и води јеврејски верски суд, има седиште на западном крају Меа шеарима. Меа шеарим је упориште обе фракције покрета Нетуреи Карта, који се супротставља ционизму, као и покрета из кога су потекли – потомци првобитне заједнице Перушим, такође познате као „Јерушалмис“. Неки чланови Нетуреи Карта су тражили да живе под арапском влашћу. Рабин Јосеф Шалом Елјашив, водећи посек литванског/ јешивског јеврејства, настанио се овде.

## Прописи у четврти
На сваком улазу у Меа шеарим окачени су плакати који позивају на чедност на хебрејском и енглеском језику. Приликом посете комшилуку, жене и девојке се позивају да носе оно што се сматра скромном хаљином (сукње до колена или дуже, без дубоких деколтеа или горњих делова, без блуза без рукава или голих рамена); мушкарци и дечаци се позивају да избегавају ношење шорцева и кошуља без рукава; од туриста се тражи да не долазе у великим, упадљивим групама. Током Шабата (од петка увече по залазку сунца до суботе увече по заласку сунца), посетиоци се моле да се уздрже од пушења, фотографисања, вожње или коришћења мобилних телефона. Приликом уласка у синагоге од мушкараца се тражи да покрију главу.